# 布爾杜博區
布爾杜博區是索馬利亞的一個區，位於該國西南部的蓋多州，首府為布爾杜博。
恐怖主義組織青年黨近年來在該地區開展活動。2011年11月4日，其部分成員綁架了10名地方的部落長老。2012年1月6日，根據美國之音的報導，索馬利亞媒體宣稱由肯亞部隊支持的政府軍隊正在向該地區前進，而青年黨已從該地區撤出。2014年3月，據報導，該地爆發了激烈的戰鬥，政府部隊這一次在衣索比亞軍的幫助下，已讓青年黨撤出該地區。

## 外部鏈結
- 布爾杜博區在Google地圖上的位置